# برج باکو
برج باکو (انگلیسی: Baku Tower) یک آسمان‌خراش در شهر باکو، پایتخت جمهوری آذربایجان است. این برج دارای ۵۲ طبقه بالای زمین و ارتفاع ۲۷۷ متر (۹۰۹ پا) است. ساخت و ساز این برج در سال ۲۰۱۴ میلادی آغاز شد و در سال ۲۰۲۰ به پایان رسید. بنای این ساختمان از بتن مسلح و فولاد ساخته شده است. برج باکو در درجه اول برای فضای اداری استفاده می‌شود. برج باکو در خیابان حیدر علی‌اف ۱۰۹ جای گرفته است.